# Гельбра
Гельбра (нім. Helbra) — громада в Німеччині, розташована в землі Саксонія-Ангальт. Входить до складу району Мансфельд-Зюдгарц. Центр  об'єднання громад Мансфельдер-Грунд-Гельбра.
Площа — 9,26 км2. Населення становить 3899 ос. (станом на 31 грудня 2021).

## Галерея

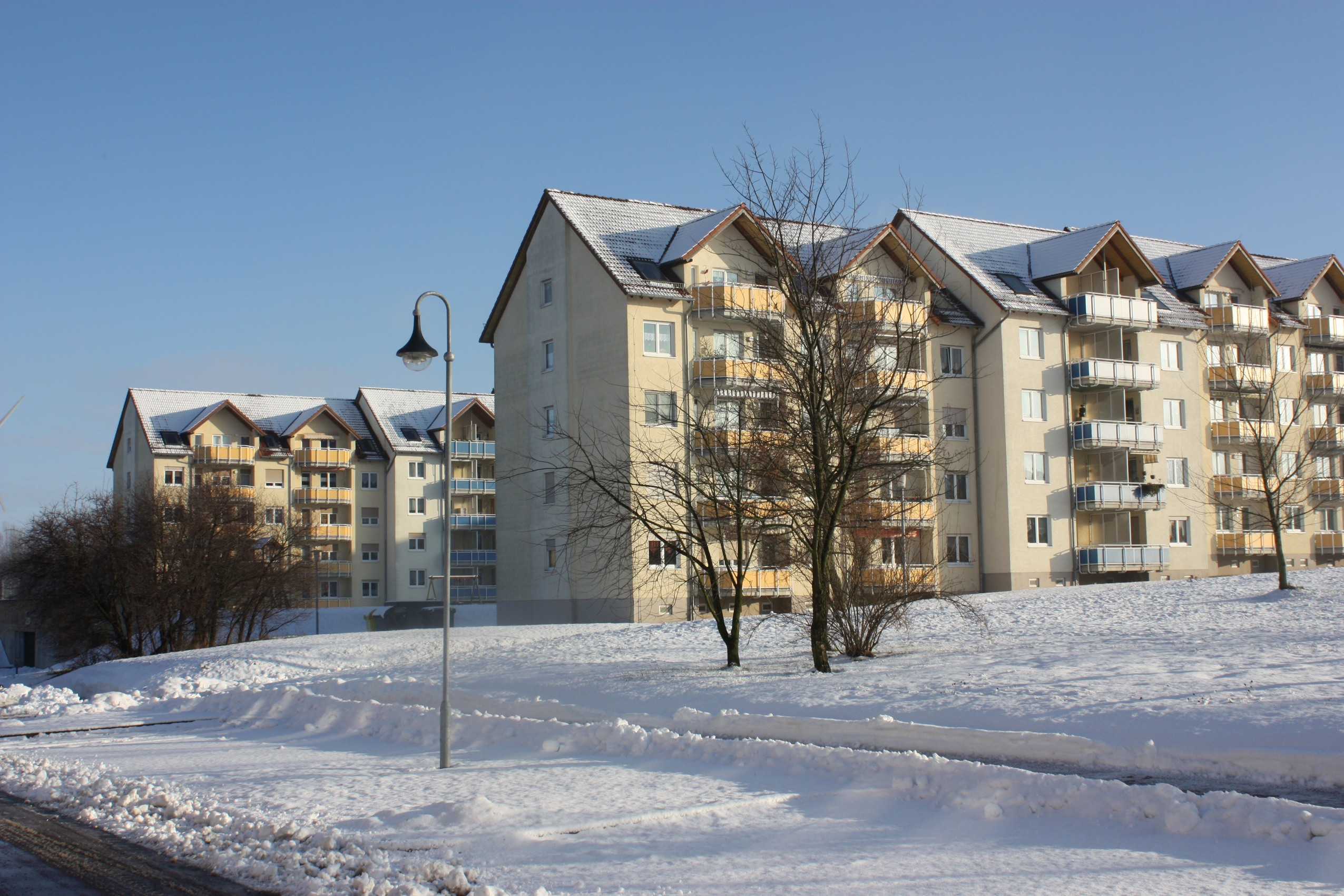
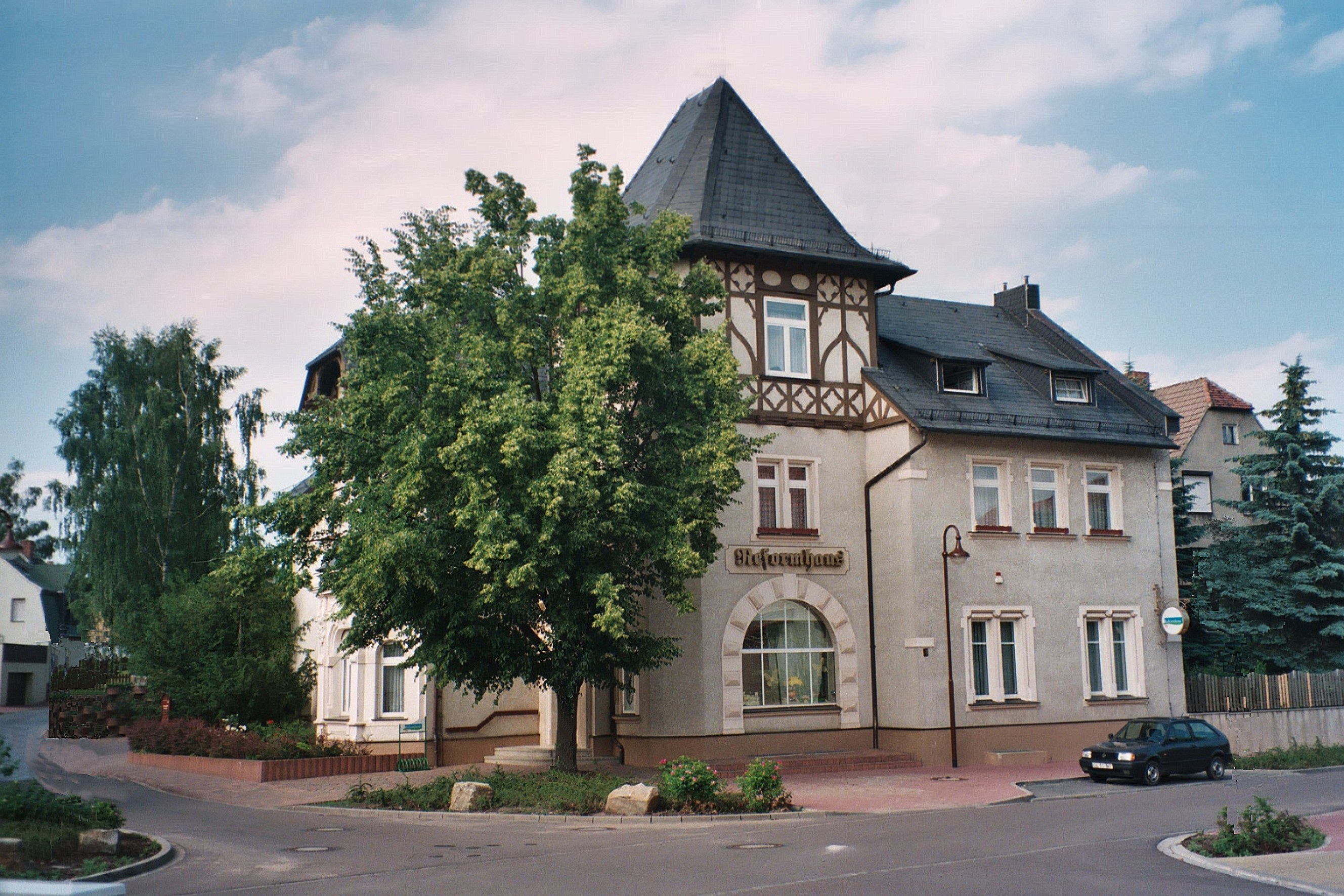
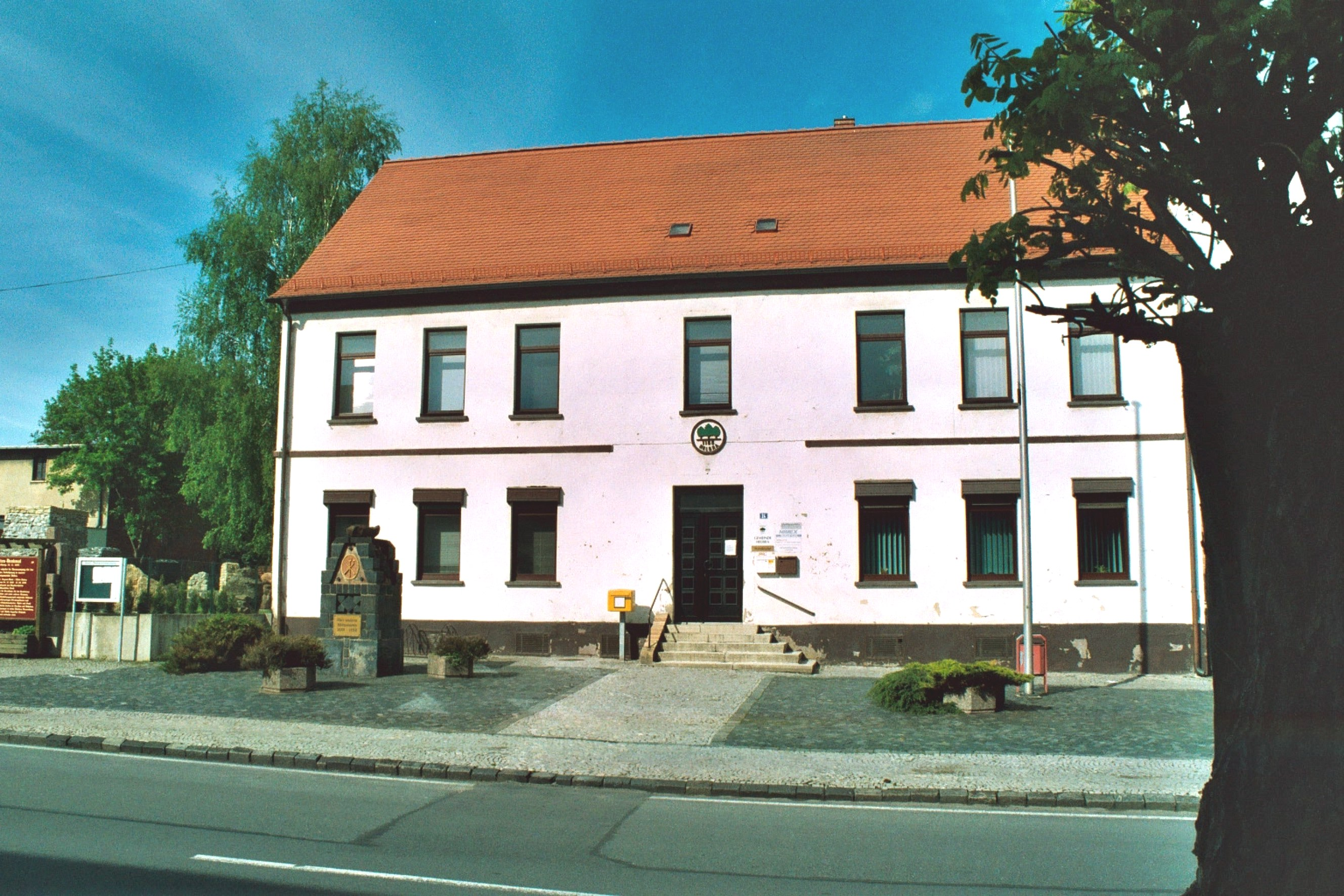
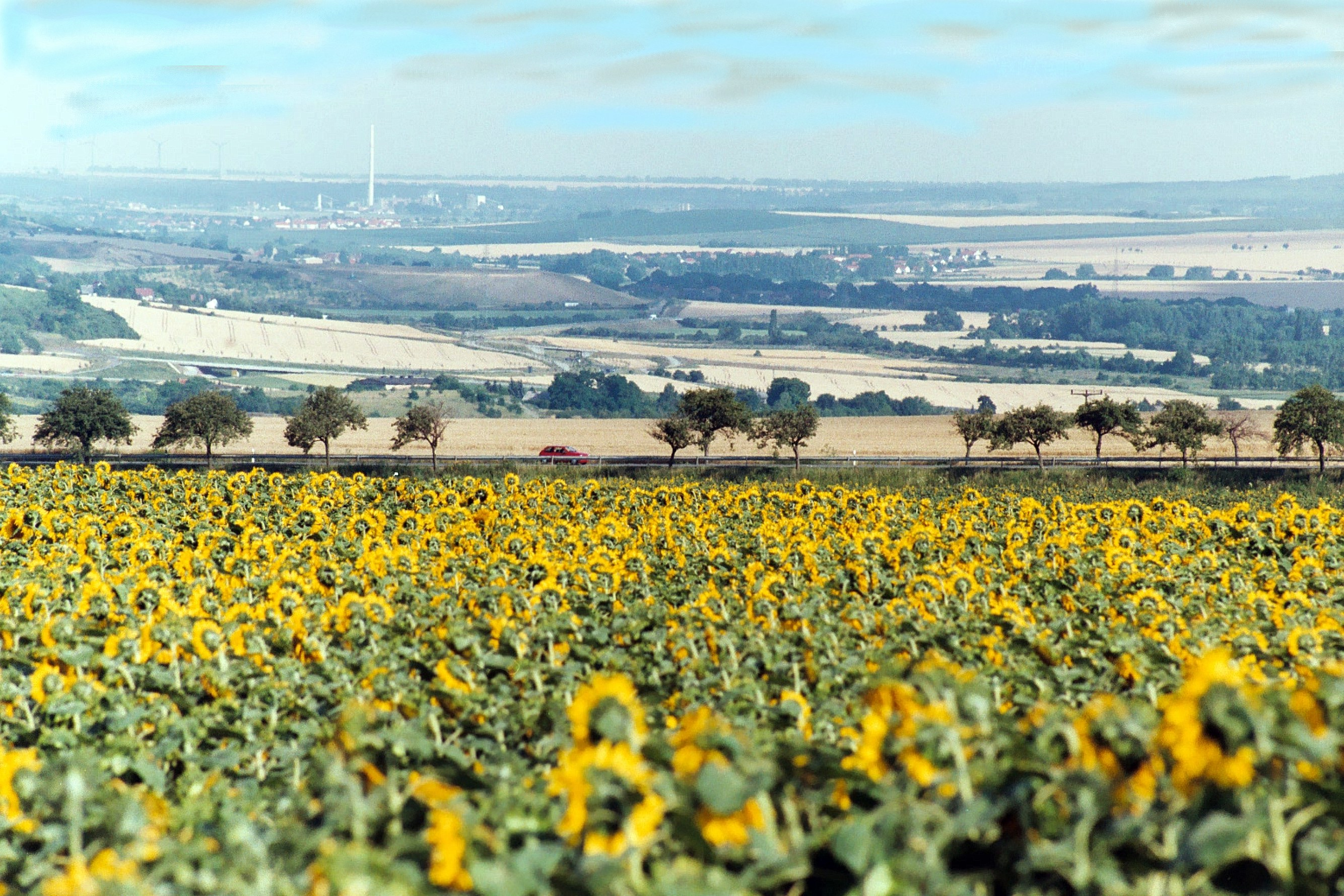
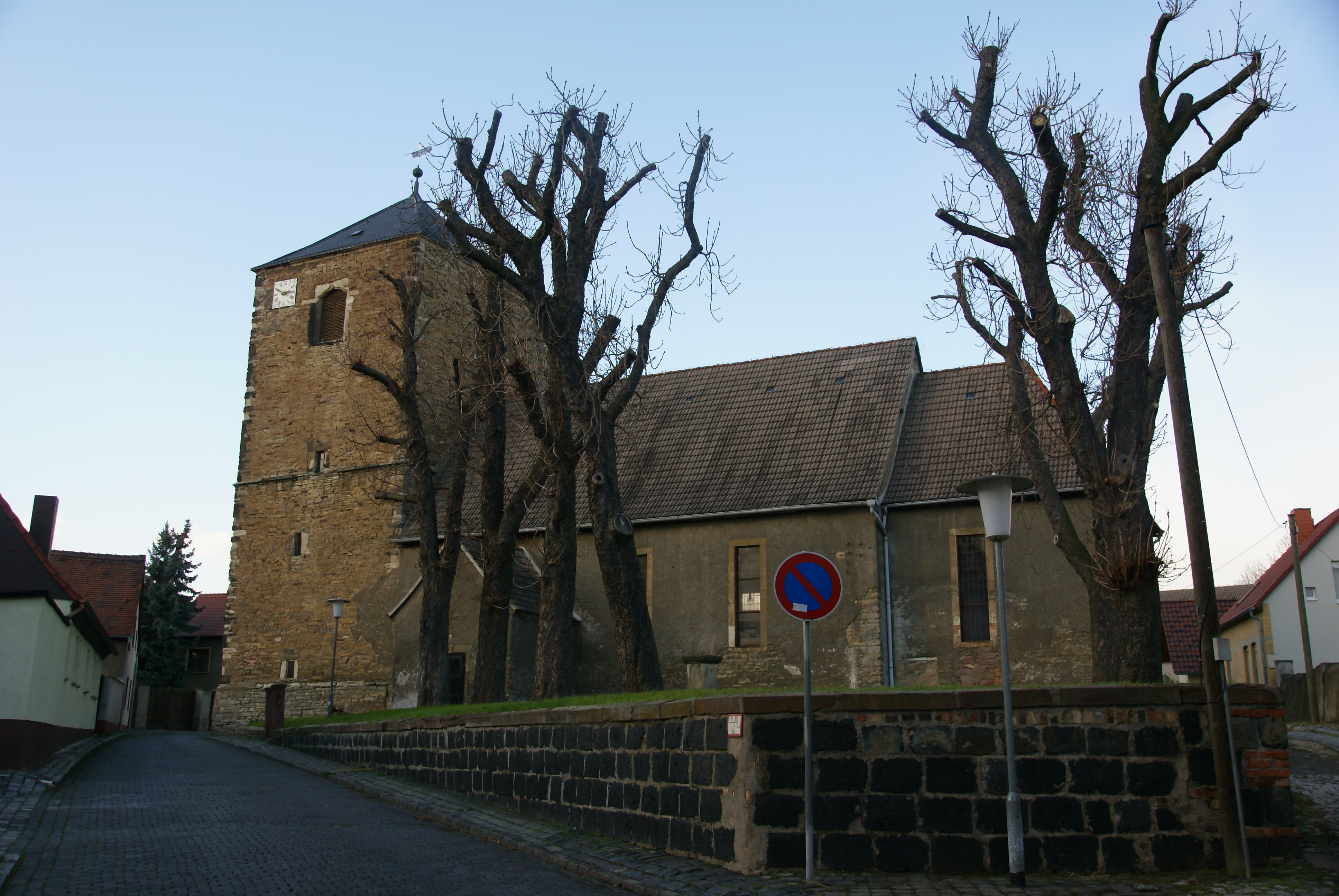
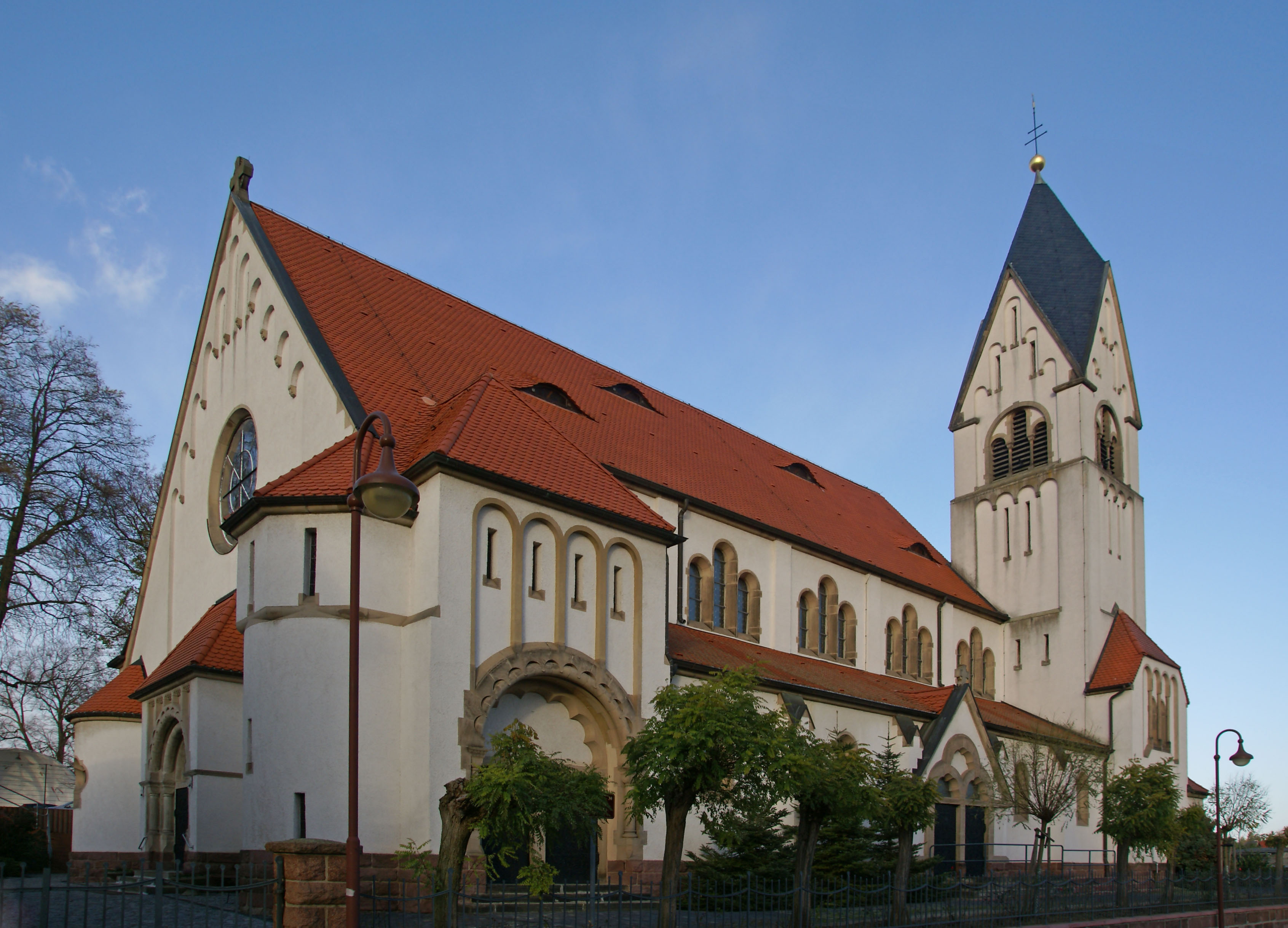